# Palaina pupa
Palaina pupa é uma espécie de gastrópode da família Diplommatinidae.
É endémica de Palau.